# Akitakata
Akitakata (Japans: 安芸高田市, Akitakata-shi) is een Japanse stad in de prefectuur Hiroshima. In 2014 telde de stad 29.918 inwoners.

## Geschiedenis
Op 1 maart 2004 kreeg Akitakata het statuut van stad (shi). De stad ontstond die dag door het samenvoegen van de gemeenten Hachiyo (八千代町), Koda (甲田町), Midori (美土里町), Mukaihara (向原町), Takamiya (高宮町) en Yoshida (吉田町).

## Partnersteden
- Selwyn District, Nieuw-Zeeland

Steden:
Akitakata · Etajima · Fuchu · Fukuyama · Hatsukaichi · Higashihiroshima · Hiroshima (hoofdstad) · Kure · Mihara · Miyoshi · Onomichi · Otake · Shobara · Takehara

Districten:
Aki · Jinseki · Saeki · Sera · Toyota · Yamagata
Gemeenten per district